# Chapadinha (kommun)
Chapadinha är en kommun i Brasilien.   Den ligger i delstaten Maranhão, i den nordöstra delen av landet, 1 400 km norr om huvudstaden Brasília. Antalet invånare är 73 281.
Följande samhällen finns i Chapadinha:
- Chapadinha

Omgivningarna runt Chapadinha är huvudsakligen savann. Runt Chapadinha är det glesbefolkat, med 19 invånare per kvadratkilometer.